# The Musgrave Ritual
Pour plus de détails, voir Fiche technique et Distribution.
The Musgrave Ritual est un film britannique réalisé par George Ridgwell, sorti en 1922.

## Synopsis
Sherlock Holmes enquête sur un rituel étrange exécuté dans la famille des Musgrave depuis des siècles.

## Fiche technique
- Titre original : The Musgrave Ritual
- Réalisation : George Ridgwell
- Scénario : Geoffrey H. Malins et Patrick L. Mannock, d'après la nouvelle Le Rituel des Musgrave d'Arthur Conan Doyle
- Adaptation : George Ridgwell
- Direction artistique : Walter W. Murton
- Photographie : Alfred H. Moise
- Montage : Leslie Britain
- Société de production : Stoll Picture Productions
- Société de distribution : Stoll Picture Productions
- Pays de production :  Royaume-Uni
- Langue originale : anglais
- Format : noir et blanc — 35 mm — 1,37:1 — Film muet
- Genre : Film policier
- Durée : deux bobines
- Date de sortie :
  - Royaume-Uni : mars 1922

## Distribution
- Eille Norwood : Sherlock Holmes
- Hubert Willis : Docteur Watson
- Geoffrey Wilmer : Musgrave
- Clifton Boyne : Brunton
- Betty Chester : Rachel Howells